# Dobrovíz
Dobrovíz (en allemand : Welisch) est une commune du district de Prague-Ouest, dans la région de Bohême-Centrale, en Tchéquie. Sa population s'élevait à 563 habitants en 2020.

## Géographie
Dobrovíz se trouve à 9 km à l'est-sud-sud-est de Kladno et à 17 km à l'ouest-nord-ouest de centre de Prague.
La commune est limitée par Běloky au nord, par Středokluky, Kněževes et Prague à l'est, par Hostivice et Jeneč au sud, et par Hostouň à l'ouest.

## Histoire
La première mention écrite de la localité date de 1238.